# 新潟県道331号三条下田線

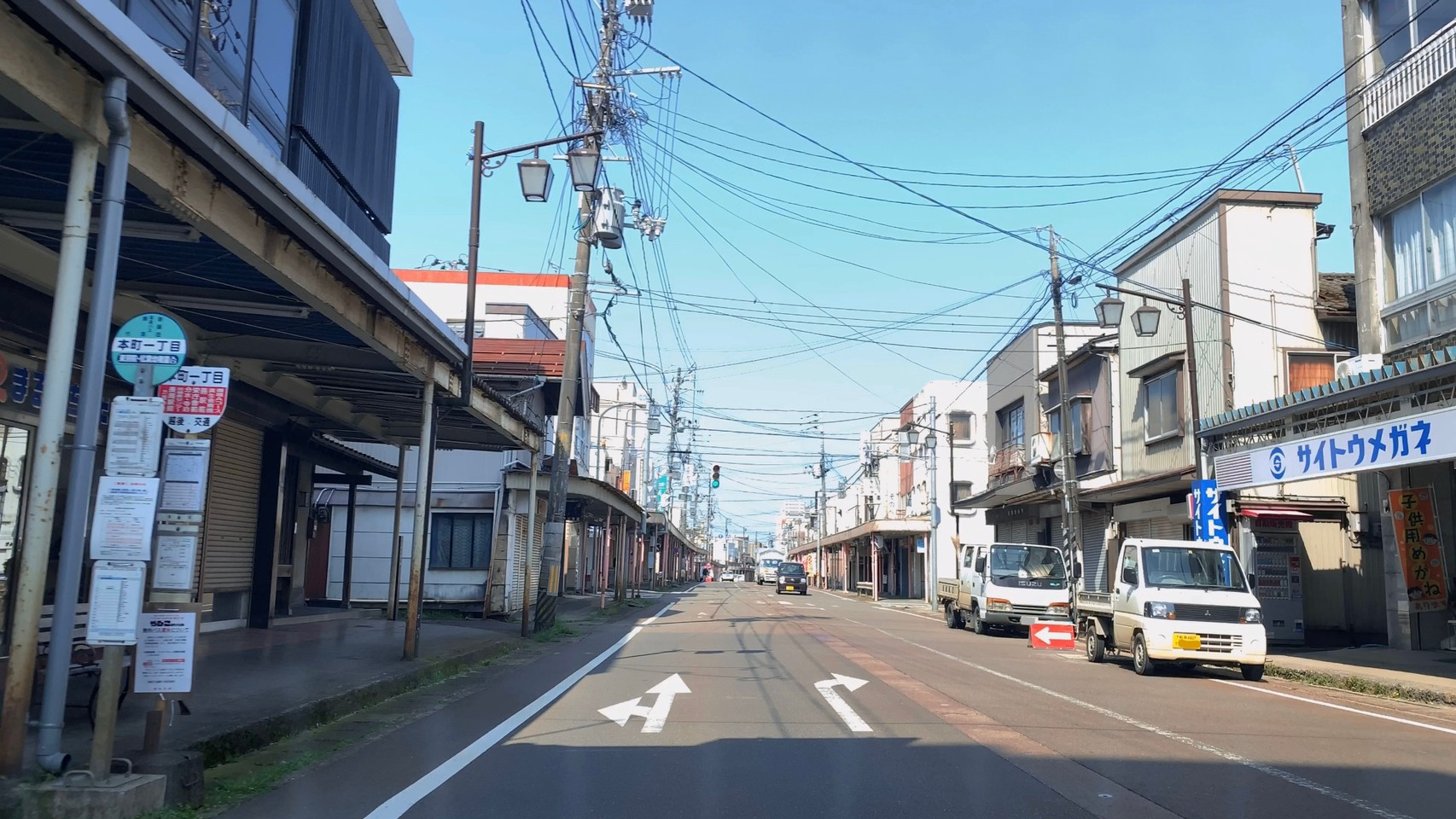
三条市本町一丁目付近（2020年4月）

新潟県道331号三条下田線（にいがたけんどう331ごう さんじょうしただせん）は、新潟県三条市内を通る一般県道である。

## 概要

### 路線データ
- 起点：新潟県三条市本町2丁目（新潟県道35号三条停車場線交点）
- 終点：新潟県三条市大字高屋敷字下水押（新潟県道281号森町鹿峠線交点）

## 地理

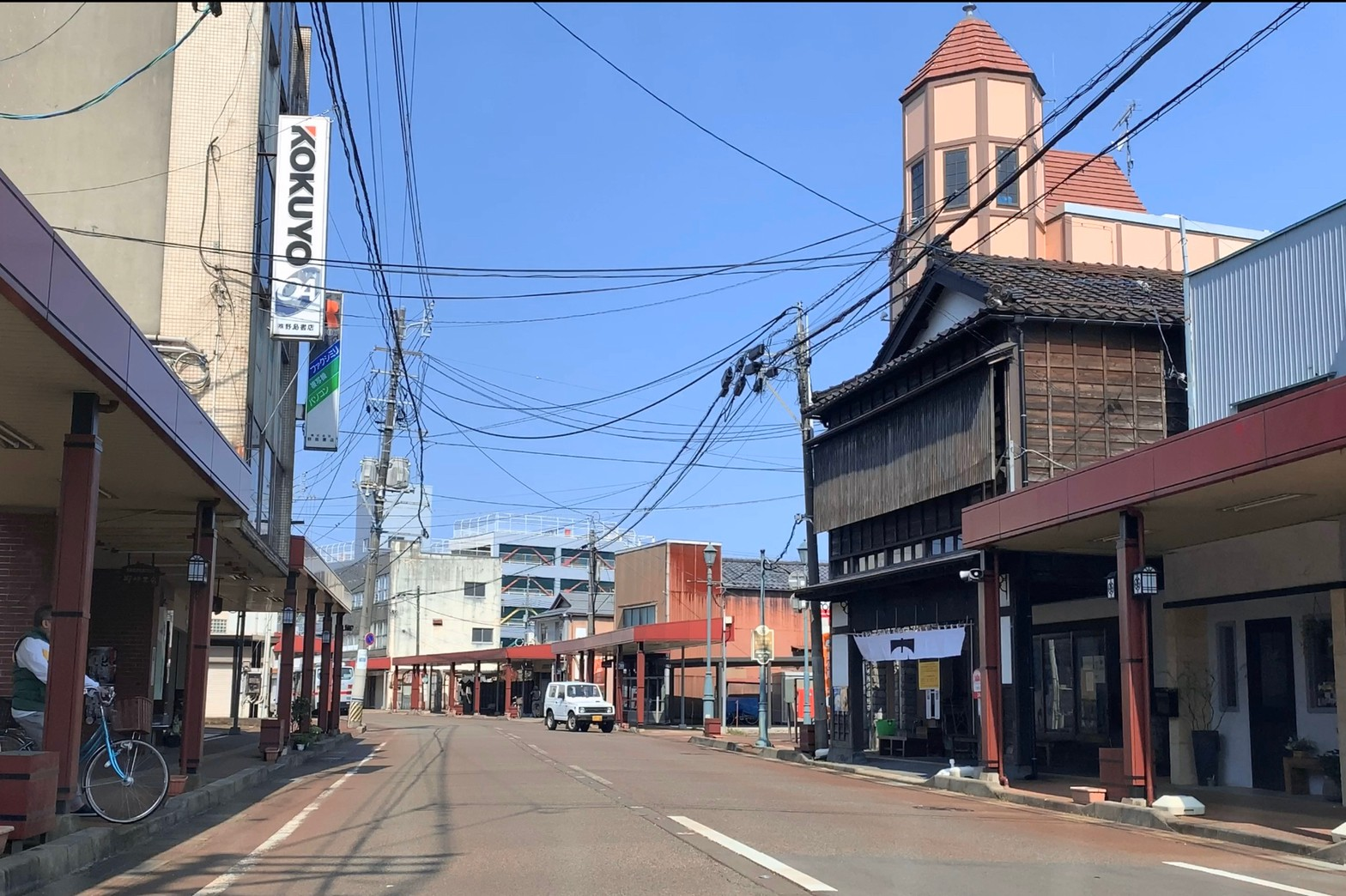
一の木戸商店街（2020年4月）

### 通過する自治体
- 新潟県三条市

### 接続する道路
- 新潟県道35号三条停車場線（起点：本町二丁目交差点）
- 新潟県道212号大面保内線（三条市西大崎2丁目）
- 国道289号（篭場（南）交差点 - 三条市高岡で重複）
- 国道290号（高屋敷（東）交差点）
- 新潟県道281号森町鹿峠線（終点：三条市大字高屋敷字下水押、「三条警察署下田交番」北東）

### 周辺
- JR信越本線
  - 三条駅 - 東三条駅
- JR弥彦線
  - 北三条駅 - 東三条駅
- 社会医療法人嵐陽会 三之町病院
- 医療法人積発堂 富永草野病院
- 新潟地方検察庁 三条支部
  - 三条区検察庁
- 新潟地方裁判所 三条支部
  - 三条簡易裁判所
- 新潟家庭裁判所 三条支部
- 国税庁 関東信越国税局 三条税務署
- 日本年金機構 三条年金事務所
- 独立行政法人 中小企業基盤整備機構 中小企業大学校 三条校
- 新潟県立三条テクノスクール
- 三条市消防本部 三条市消防署
  - 中央分遣所
  - 東分遣所
- 三条市役所 下田庁舎（旧・下田村役場）
- 新潟県立月ヶ岡特別支援学校
- 新潟県立三条商業高等学校
- 三条市立下田中学校
- 三条市立三条小学校
- 三条市立四日町小学校
- 三条市立一ノ木戸小学校
- 三条市立大崎学園
- 三条市立大浦小学校
- 第四北越銀行
  - 三条支店・三条東支店
  - 三条中央支店
- 大光銀行
  - 三条支店
  - 三条東支店
- 新潟県労働金庫 三条支店
- 三条信用金庫
  - 中央支店
  - 古城町支店
  - 東支店
  - 大崎支店
  - 下田支店
- 新潟縣信用組合 三条支店
- 三條信用組合
  - 中央支店
  - 下田支店
- JAにいがた南蒲
  - 大崎支店
  - 下田支店
- 三条本町一郵便局
- 三条郵便局
- 三条四日町郵便局
- 三条一ノ木戸郵便局
- 三条大崎郵便局
- 下田郵便局
- 藤田金属
  - ステンレス・特殊鋼事業部 三条特殊鋼センター
  - 薄板事業部 三条支店 三条工場
- 井関新潟製造所（井関農機グループ）
- 日本ハム惣菜 新潟工場
- コメリハードアンドグリーン 大崎店
- リオン・ドール 大崎店
- スーパーマルイ 大崎店
- ドラッグトップス 大崎店
- ファミリードラッグ 三条大崎店
- ホームセンタームサシ 下田店
- サンゴマート 下田店（スーパーマーケット）
- 信濃川
- 五十嵐川
- 三条市歴史民俗産業資料館
- 三条市総合運動公園
  - 三条市民球場（三條機械スタジアム）

## その他
- 路線名の「下田」は、終点付近の旧自治体名（新潟県南蒲原郡下田村）に由来する。